# Хеннер Євген Карлович
Євген Карлович Хеннер (нар. 18 квітня 1946, Березники) — російський вчений-фізик, фахівець у галузі інформаційних технологій в освіті, доктор фізико-математичних наук, професор, Член-кореспондент РАО (2008). Завідувач кафедри дискретної математики та інформатики (2002—2008), завідувач кафедри інформаційних технологій (2008—2018) механіко-математичного факультету, проректор з інформатизації (2002—2005), проректор з наукової роботи та інновацій (2005—2012) Пермського університету. Лідер наукового напряму «Інформаційні технології в освіті».

## Біографія
Брат фізика Віктора Хеннера. У 1969 році закінчив фізичний факультет Пермського університету. У 1971—1972 роках — лаборант кафедри теоретичної фізики Пермського університету.
У 1972—1985 роках — асистент, старший викладач, доцент кафедри математичного аналізу Пермського державного педагогічного інституту. У 1973 році в Казанському університеті захистив кандидатську дисертацію «Про нелінійний парамагнітний резонанс».
У 1985—2002 роках — завідувач кафедри інформатики та обчислювальної техніки ПДПУ. У 1989—1997 роках — декан математичного факультету, у 1997—2002 роках — декан факультету інформатики та економіки ПДПУ (на факультеті — керівник наукового напряму). У 1991 році захистив докторську дисертацію «Спінова динаміка в магніторозбавлених твердих тілах при низьких температурах» у Казанському фізико-технічному інституті РАН з присвоєнням ступеня доктора фізико-математичних наук.
З 2002 року — член вченої ради, в 2002—2005 — проректор з інформатизації, у 2005—2012 роках — проректор з наукової роботи та інновацій Пермського університету. У 2002—2008 роках — завідувач кафедри дискретної математики та інформатики механіко-математичного факультету, в 2008—2018 роки — завідувач кафедри інформаційних технологій ПГНІУ.
З 1996 року — дійсний член Академії інформатизації освіти (Росія), з 1998 року — дійсний член Міжнародної академії інформатизації. 23 грудня 2008 року обраний членом-кореспондентом Російської академії освіти по відділенню загальної освіти.

## Наукова діяльність
Ранні дослідження Євгена Хеннера присвячені створенню статистичної теорії магнітного резонансу та встановлення рівноваги в твердих парамагнетиках з низькою концентрацією магнітних центрів. Створена послідовна статична теорія спінової динаміки, розроблені нові методи дослідження. Ряд робіт був опублікований в провідних російських і зарубіжних наукових журналах.
З середини 1990-х років основні наукові інтереси Євгена Хеннера перенесені до сфери методики освіти. Під його керівництвом створена наукова школа з використання інформаційних технологій в освіті, учасники якої працюють як в Пермському краї, так і в інших регіонах. Отримані ним і його учнями фундаментальні і прикладні результати в області інформаційно-технологічної підготовки педагогічних кадрів широко відомі в країні.
Євген Хеннер веде роботу і як організатор процесів інформатизації освіти. У 1993—1997 роках під його керівництвом було виконано цикл робіт, удостоєний в 1997 році премії Президента Росії. Неодноразово брав участь у вирішенні проблем інформатизації освіти на федеральному рівні.
В 1994—1995 і 1999—2004 роках був членом робочих груп Міністерства освіти РФ, які розробляли державний стандарт загальної освіти з інформатики, в 1994 і 1999 роках в рамках навчально-методичної ради брав участь з розробки стандарту підготовки вчителя інформатики. В 1997—1999 роках був членом науково-технічної ради з інформатизації, а в 2002—2003 роках — член Федеральної ради з інформатизації освіти при Міносвіти.
Починаючи з 1998 року є головою регіональної координаційної ради з інформатизації освіти та науки при Раді ректорів та міністерстві освіти Пермської області.
У 2006 році керував підготовкою заявки інноваційної освітньої програми Пермського державного університету на участь у національному проекті «Освіта», яка перемогла на конкурсі, а в наступні два роки — директором програми.
Брав участь у міжнародному проекті Інституту ЮНЕСКО з інформаційних технологій в освіті «Підвищення кваліфікації в галузі використання ІКТ у професійній діяльності», а також у проведенні навчальних семінарів для працівників освіти Республіки Азербайджан (Баку, 2003) та Республіки Вірменія (Єреван, 2004).
З 2002 року — член спеціалізованої вченої ради за спеціальністю 13.00.02 — Теорія та методика навчання (математика, інформатика) при Омському державному педагогічному університеті.

## Нагороди та звання
- 1985 рік — нагрудний знак «За відмінні успіхи в роботі».
- 1994 рік — нагрудний знак «Відмінник народної освіти».
- 1996 рік — медаль ім. К. Д. Ушинського.
- 1997 рік — лауреат премії Президента РФ у галузі освіти.
- 2009 рік — звання «Заслужений діяч науки Російської Федерації»
- 2009 рік — лауреат премії I ступеня Адміністрації Пермського краю в галузі педагогіки і психології.

## Основні роботи
Наукові статті — 110, монографії — 4, підручники та навчальні посібники — 20, авторські свідоцтва — 4.
Книги
- Могилев А. В., Пак Н. И., Хеннер Е. К. Информатика. Учебное пособие. Рекомендовано Минобразования РФ. М: Издательский дом «Академия». 8 изданий, 1999—2012 гг. 842 с.
- Семакин И. Г., Хеннер Е. К. Информационные системы и модели. Учебное пособие. М.: БИНОМ. Лаборатория знаний. 2005. 303 с.
- Корниенко С. И., Маланин В. В., Оспенникова Е. В., Семакин И. Г., Хеннер Е. К. Формирование информационно-коммуникационной компетентности выпускников классического университета. — Пермь: Перм. ун-т, 2007. — 224 с.
- Лапчик М. П., Хеннер Е. К. и др. Теория и методика обучения информатике. Учебник. Рекомендован УМО педобразования Минобрнауки РФ. М.: Издательский центр «Академия». 2008. 592 с.
- Лапчик М. П., Рагулина М. И., Хеннер Е. К. Численные методы. Рекомендован УМО педобразования Минобрнаки РФ. М.: Академия-медиа, 2009.
- Семакин И. Г., Хеннер Е. К., Шестакова Л. В. Информатика и ИКТ. Профильный уровень. Учебник для 11 класса. Рекомендован Минобрнауки РФ. М.: Бином. Лаборатория знаний. 2012. 350 с.
- Семакин И. Г., Хеннер Е. К., Шеина Т. Ю. Информатика и ИКТ. Базовый уровень. Учебник для 10 класса. Рекомендован Минобрнауки РФ. М.: Бином. Лаборатория знаний. 2013. 264 с.
- Семакин И. Г., Хеннер Е. К., Шеина Т. Ю. Информатика и ИКТ. Базовый уровень. Учебник для 11 класса. Рекомендован Минобрнауки РФ. М.: Бином. Лаборатория знаний. 2013. 224 с.

Статті
- Скуратов А. К., Хеннер Е. К., Богданов М. Ю., Бояшова С. А., Ярных В. В., Перевалов В. А., Макаров С. И. Отраслевой центр мониторинга и сертификации компьютерной грамотности и ИКТ-компетентности в системе образования Российской Федерации // Дистанционное и виртуальное обучение. 2008. № 6. С. 54-62.
- Мелехин В. А., Хеннер Е. К. Структурно-информационная модель научной деятельности классического университета // Университетское управление: практика и анализ. 2008. № 6.
- Семакин И. Г., Хеннер Е. К. Система обучения информатике студентов вузов в условиях высокоразвитой информационно-образовательной среды // Педагогическая информатика. 2009. № 1. С. 51-60.
- Хеннер Е. К. Структурирование и формализация требований к компьютерной грамотности и ИКТ-компетентности субъектов системы непрерывного образования // Информатизация образования и науки. 2009. № 2. С. 71-85.
- Хеннер Е. К. Компьютерная грамотность и ИКТ-компетентность участников системы непрерывного образования // Информатика и образование. 2009. № 3. С. 4-9.
- Гагарина Д. А., Хеннер Е. К. Структура высокоразвитой информационно-образовательной среды инновационного университета // Университетское управление: практика и анализ. 2009. № 3. С. 69-73.
- Макарихин И. Ю., Хеннер Е. К. Концепция интеллектуальной информационной системы поддержки информационной образовательной среды инновационного университета // Университетское управление: практика и анализ. 2009. № 5. С. 36-40.
- Русаков С. В., Семакин И. Г., Хеннер Е. К. Анализ структуры подготовки специалистов по информатике и информационным технологиям в российской системе высшего профессионального образования // Вопросы образования. 2010. № 3. С. 135—151.
- Кузнецов А. А., Хеннер Е. К., Имакаев В. Р., Новикова О. Н., Чернобай Е. В. Информационно-коммуникационная компетентность современного учителя // Информатика и образование. 2010. № 4. С. 3-11.
- Кузнецов А. А., Хеннер Е. К., Имакаев В. Р., Новикова О. Н. Проблемы формирования информационно-коммуникационной компетентности учителя российской школы // Образование и наука. 2010. № 7. С. 88-96.
- Семакин И. Г., Хеннер Е. К. Школьная информатика на новом этапе // Информатика и образование. 2010. № 10. С. 5-13.
- Семакин И. Г., Хеннер Е. К. Профильное обучение в школе как этап подготовки специалистов по информатике и информационным технологиям // Информатизация образования и науки. 2011. № 1. С. 3-14.
- Русаков С. В., Соловьёва Т. Н., Хеннер Е. К. Концепция интегрированной подготовки ИТ-специалистов: деятельностно-компетентностный подход // Информатизация образования и науки. — 2013. — Вып. 1 (17). — С. 3-15.
- Хеннер Е., Stallmann M. Подготовка специалистов по ИТ: Россия и США // Открытые системы. — 2013. — № 3. — С. 58-62.
- Семакин И. Г., Хеннер Е. К. Современное состояние школьного предмета «Информатика» в России // Комп'ютер у школі та сім'ї. — 2014. № 1(113), 2014. — С. 6-14.
- Khenner E. K., Semakin I. G. School subject Informatics (Computer Science) in Russia: Educational Relevant Areas. ACM Journal «Transactions on Computing Education» (TOCE). Special issue on computing education in K-12 schools from a cross-national perspective. June 2014, Volume 14 Issue 2. 10 pages.